# Skipper Roberts
Skipper Roberts è il nome di una bambola creata dalla Mattel nel 1964, presentata come la prima delle sorelline di Barbie. 

## Storia
Dall'introduzione di Skipper sul mercato, sono stati effettuati numerosi cambiamenti sul design originale. Al suo lancio infatti la bambola Skipper era alta 23,5 cm (in confronto ai 29,2 cm di Barbie), aumentando di statura gradualmente ad ogni nuova versione che veniva messa in commercio, unitamente ad un aspetto sempre più adulto, per diventare poi alta quasi quanto Barbie. Inizialmente Skipper era disponibile con tre differenti colori di capelli, ma in seguito fu prodotta soltanto con una capigliatura castana, mentre solitamente i suoi occhi erano azzurri.
Skipper fu pensata anche in risposta alle critiche di chi voleva che Barbie diventasse mamma. Dato che un figlio vero e proprio sarebbe stato "eccessivo", si creò Skipper, affinché Barbie le facesse da babysitter; in seguito la Mattel lanciò sul mercato altri fratelli e sorelle di Barbie, più giovani anche di Skipper. Per qualche tempo Skipper è stata fidanzata con un coetaneo, Scott, introdotto dalla Mattel nel 1980. Nel 1997 Skipper crebbe e diventò un'adolescente a tutti gli effetti, ma nel 2009 la Mattel la fece tornare brevemente bambina; subito dopo però Skipper fu ripresentata di nuovo teenager, coi capelli castani; in base alle versioni è apparsa con meches viola, rosa, fucsia, blu elettrico, rosse, verdi, azzurre, e solo in un'occasione bionde (in alcune presentava una frangia laterale). La sua personalità è sempre stata quella della ragazzina curiosa, spesso alle prese con computer, telefono e supporti per l'ascolto della musica. La produzione di nuovi modelli di Skipper continua ancora oggi, nonostante una pausa durata alcuni anni.